# امولاتار
اَمولاتار (به لاتین: Amolatar) یک منطقهٔ مسکونی در اوگاندا است که در Northern Region, Uganda واقع شده‌است.

## خصوصیات
امولاتار ۱۴٬۸۰۰ نفر جمعیت دارد.